# Reg Smythe

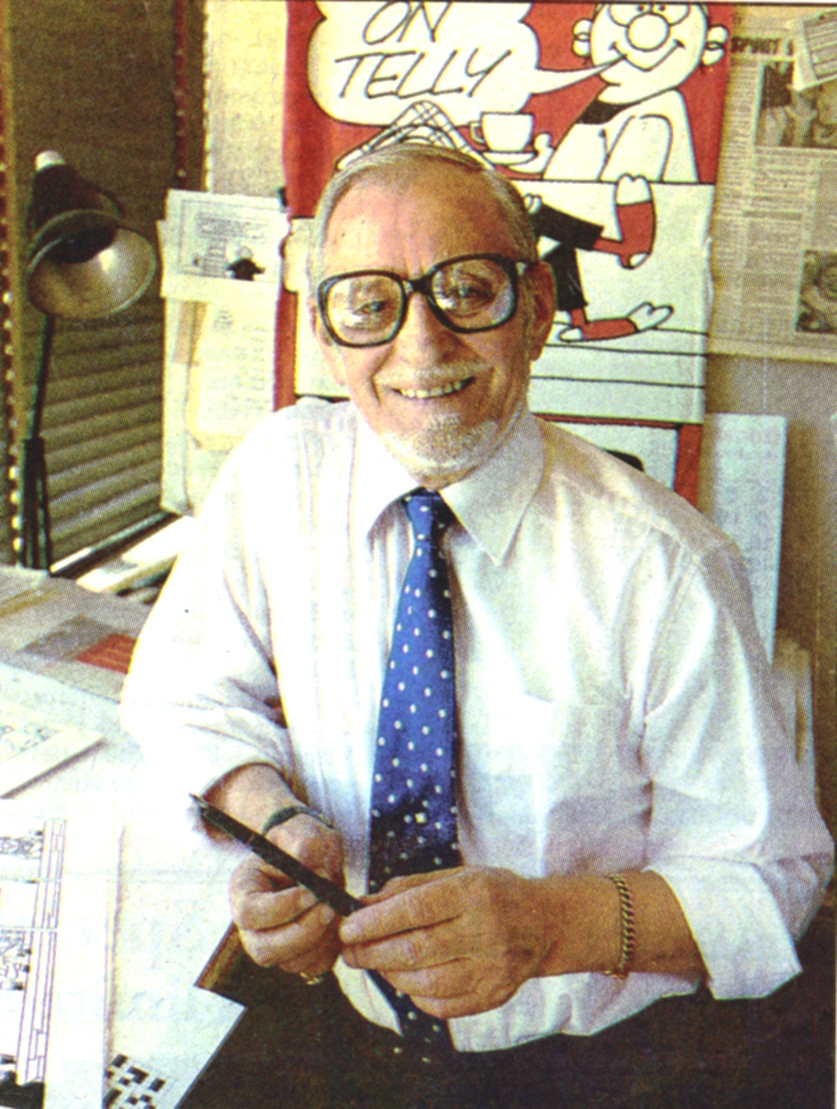
Reg Smythe

Reginald „Reg“ Smythe (* 10. Juli 1917 in Hartlepool, County Durham, England; † 13. Juni 1998 ebenda) war ein britischer Cartoonist und Comiczeichner. Seine Hauptfigur war die seit 1957 im Daily Mirror und Sunday Mirror erscheinende Comic-Strip-Serie „Andy Capp“ (in der deutschen Übersetzung „Willi Wacker“, in Österreich auch „Charlie Kappl“).
Smythes Vater war der Werftarbeiter Richard Oliver Smythe, seine Mutter war Florence Smythe, geb. Pearce. Smythe setzte seiner Mutter in den Andy-Capp-Strips ein Denkmal, indem er der Frau des ewigen Chauvinisten Andy den Namen „Flo“ (Kurzform für Florence) gab und sie mit einer nie endenden Geduld ausstattete.
Smythe begann mit dem Zeichnen von Cartoons während seiner Militärzeit – er trat 1936 in die Armee ein und diente während des Zweiten Weltkriegs unter anderem in Afrika und im Nahen Osten. Seine ersten Zeichnungen wurden von in Kairo erscheinenden Zeitungen veröffentlicht.
Nach dem Krieg ließ Smythe sich in London nieder und arbeitete zunächst im Postdienst. Ab 1954 begann er freiberuflich Cartoons für den Daily Mirror zu zeichnen. Seine erste Serie trug den Titel 'Laughter at Work'. 1957 begann Smythe mit der Arbeit an seiner Erfolgsserie 'Andy Capp', die er bis zu seinem Tod fortführte.